# Eston (Saskatchewan)
Eston è un comune del Canada, situato nella provincia del Saskatchewan, nella divisione No. 8.